# Десант біля Вінтрі
Десант біля Вінтрі, також «Десант на півострові Аллі-Отс» — тактичний морський десант, що був здійснений з кораблів радянського Балтійського флоту в ході Моонзундської десантної операції, який не приніс оперативних результатів та був знищений противником.

## Планування десанту, обставини та сили сторін
Радянські війська до середини жовтня 1944 року займали переважну більшість острова Езель (Сааремаа). Витіснені звідти нацистські частини залишили Куресааре та з 7 жовтня тримали оборону на вузькому перешийку півострова Сирве, всього — до 16000 німецьких вояків. 
7 жовтня 1944 року, для планування відправки естонських військ в порт Роомассааре зібралися генерал-лейтенант Ф. Стариков, комдив 7-ї естонської дивізії Карл Аллікас та начальник штабу Ленінградського фронту генерал-полковник Маркіан Попов. Запаморочення від легкості зайняття Курессааре було таким, що 8 жовтня генерал-лейтенант Лембіт Перн наказав майору Міллеру взяти 370 вояків, 16 гармат та 14 танкеток й зайняти півострів Сирве в південній частині о. Сааремаа.
Для здійснення прориву німецької оборони з ходу, командування 8-ї армії (командир — генерал Пилип Стариков), спланувало та організувало проведення комбінованої операції, тобто атаку позицій противника на сухопутній ділянці підрозділами 249-ї Естонської стрілецької дивізії 8-го Естонського стрілецького корпусу та завдання удару десантом з моря — біля населеного пункту Вінтрі, що знаходився в близькому тилу німецької оборони. Спочатку десант планувалося здійснити 8 жовтня, однак згодом з огляду на погодні умови, його проведення було перенесено на 12 жовтня 1944 року. Успіх операції полягав в тактичній несподіванці висадження десанту для сил противника.
До складу десанту було виділено два стрілецьких батальйони 300-го стрілецького полку під командуванням лейтенантів А. Соболєва та А. Сепа (командир — підполковник Ільмар Пауль, він же — командир десанту) 249-ї дивізії (командир — полковник А. Фельдман), всього — 496 вояків. Чи була десантним силам придана артилерія — невідомо. Особовий склад та полкове керівництво досвіду здійснення десантів — не мали, спеціальних занять з групою, виділеною для десантування, не здійснювалося. Також різні джерела по різному описують наявність важкої техніки, в деяких зазначається, що до прориву оборони на півострові Сирве виділялося 20 танків та самохідних гармат полків полковника С. Чеснокова та підполковника Едуарда Куслапу. Висадка десанту відбувалася на перешийку зі сторони Ризької затоки, точкою виходу кораблів для проведення операції був порт Курессааре.
Німецькі підрозділи 23-ї та 218-ї піхотної дивізій мали наперед добре підготовлені захисні позиції — дзоти, інженерні споруди, мінні поля, траншеї. В наявності була також потужна вогнева складова — артилерія та міномети, застосовувався вогонь корабельних гармат.

## Перебіг десантування та боїв
Здійснення висадки десанту відбулося на світанку 12 жовтня 1944 року, коли над морем стояла імла та туман. Десантування здійснювалося загоном з 8 тендерів, 3 патрульних катерів, 2 торпедних катерів, до загону підтримки також входили 9 торпедних катерів. Десант вирушив з Роомассааре, але висадитися непоміченим йому не вдалося. Німецькі сили вже другу добу чекали радянський десант та відкрили по катерах артилерійський та мінометний вогонь. Ще по дорозі до місця висадки два катери сіли на мілину, через сильний спротив противника управління радянським десантом було втрачено, десантування відбувалося розрізнено та на широкій береговій ділянці. Командир десанту підполковник Ільмар Пауль, за такого несприятливого розвитку бою, втратив керівництво підлеглими підрозділами та на одному з катерів покинув місце висадки десанту. Тоді майор Ельмар Стрем та лейтенант Ендель Сигель, на одному з тендерів зайняли місця за кулеметами. З огляду на безвихідь десанту, той тендер був єдиним, що діставив всіх бійців до вихідного місця десанту, при цьому було потоплено одну німецьку десантну баржу, а ще одну — було пошкоджено.
На вимогу командуючого армією до місця бою було направлено стрілецьку роту з того ж, 300-го полку — 130 бійців, 9 катерів здійснювали висадку та вогневе прикриття. З цією ротою до бою був повернений підполковник Пауль. Проте й друга десантна спроба позитивних наслідків не мала, сильний німецький артилерійський вогонь не допустив катери до берега, другий десант висаджений — не був. По поверненні підполковника Ільмара Пауля було заарештовано та віддано під суд.
У ніч з 12 на 13 жовтня 1944 року була здійснена спроба висадити десантний загін в 50 вояків (від командуванням — майора Анжрева), але ця спроба також закінчилася нічим. На той час нацистські сили цілком контролювали узбережжя, ознак того, що раніше висаджений десант продовжує вести бойові дії, не було. Наступ сухопутних військ також успіху не мав, радянські атаки протягом доби були відкинуті німецькими силами.

## Втрати
Про долю десанту існують лише фрагментарні дані. Існують ствердження, що близько 215 радянських бійців були взяті в полон, декілька нечисельних груп десантників змогли протриматися місяць, харчуючись в болотах журавлиною, до підходу головних сил. Решта, імовірно, загинули. Околиці населеного пункту Вінтрі були зайняті радянськими військами тільки 21 листопада 1944 року.
Місцевий мешканець Вінтрі Хіндрек Клепп свідчив, що він порахував вбитих на березі біля села Теесу, естонців-червоноармійців там було вбитими — 40, німців — 70. Доктор історичних наук Пеетер Ларін доводить, що в цілому у десанті брало участь 745 чоловік, з них не повернулося — 575, в тому числі, близько 250 — були взяті в полон, до 200 — були вбиті, 125 — потонули, стоячи до 10 годин в воді.
Через 30 років генерал Пилип Стариков, в неофіційній обстановці, визнав, що в загибелі десанту була й його вина.